# Nati nel 1501
| Questa pagina contiene informazioni ricavate automaticamente dalle voci biografiche con l'ausilio del template Bio e di un bot. L'aggiornamento è periodico e automatico e ricostruisce completamente la pagina. Se manca una persona in questa lista, sei pregato di non aggiungerla, ma accertati piuttosto che la sua voce biografica contenga il template Bio e che i dati anagrafici siano correttamente compilati. Se il template Bio manca, inseriscilo tu stesso o, in alternativa, metti l'avviso {{tmp\|Bio}} che ne segnala la mancanza. Se i dati riportati sono sbagliati, correggi direttamente la voce biografica; le modifiche saranno visibili in questa lista entro pochi giorni. Per chiarimenti vedi il progetto biografie. La lista contiene solo le 45 persone che sono citate nell'enciclopedia e per le quali è stato implementato correttamente il template Bio. Pagina aggiornata al 18 ago 2025. |

- 17 gennaio - Leonhart Fuchs, botanico e medico tedesco († 1566)
- 18 gennaio - Bayram Khan, generale († 1561)
- 29 gennaio - Ludovico Beccadelli, arcivescovo cattolico, letterato e scrittore italiano († 1572)
- 24 febbraio - Ippolita Torelli, nobildonna e poetessa italiana († 1520)
- 12 marzo - Pietro Andrea Mattioli, umanista, medico e botanico italiano († 1578)
- 6 maggio - Papa Marcello II, papa, vescovo cattolico e cardinale italiano († 1555)
- 20 giugno - Clemente d'Olera, cardinale e vescovo cattolico italiano († 1568)
- 23 giugno - Perin del Vaga, pittore italiano († 1547)
- 5 luglio - Kaspar von Frundsberg, condottiero tedesco († 1536)
- 16 luglio - Niccolò Ridolfi, cardinale e arcivescovo cattolico italiano († 1550)
- 18 luglio - Isabella d'Asburgo († 1526)
- 1º agosto - Johann Glandorp, umanista, teologo e educatore tedesco († 1564)
- 8 agosto - Afonso Álvares, architetto portoghese († 1580)
- 17 agosto - Filippo II di Hanau-Münzenberg, tedesco († 1529)
- 13 settembre - Caterina Cybo, nobile italiana († 1557)
- 18 settembre - Henry Stafford, I barone Stafford, nobile inglese († 1563)
- 24 settembre - Gerolamo Cardano, matematico, ingegnere e filosofo italiano († 1576)
- 26 settembre - Gabriele di Saluzzo, abate e marchese italiano († 1548)
- 4 novembre - Pietro Bertani, cardinale e vescovo cattolico italiano († 1558)
- 14 novembre - Anna di Oldenburg, nobile († 1575)
- 2 dicembre - Barnim IX di Pomerania, duca tedesco († 1573)
- 2 dicembre - Munjeong di Joseon, regina coreana († 1565)
- 10 dicembre - Pier Francesco Riccio, funzionario, letterato e presbitero italiano († 1564)
- Pietro Catena, astronomo, filosofo e matematico italiano († 1576)
- Matteo Concini, vescovo cattolico italiano († 1573)
- Giorgio di Armagnac, cardinale e arcivescovo cattolico francese († 1585)
- Antonio Gómez, giurista spagnolo († 1572)
- Gregor Haloander, umanista tedesco († 1531)
- William Herbert, I conte di Pembroke, nobile e politico inglese († 1570)
- Francisco Hernández Girón, militare spagnolo († 1554)
- Ferrante Loffredo, marchese italiano († 1573)
- Rocco Lurago, architetto e scultore italiano († 1590)
- Braccio Martelli, vescovo cattolico italiano († 1560)
- Murakami Yoshikiyo, militare giapponese († 1573)
- Garcia de Orta, botanico portoghese († 1568)
- Uberto Pallavicino, nobile italiano († 1583)
- Sahib I Giray († 1551)
- Maurice Scève, poeta francese
- Girolamo da Carpi, pittore e architetto italiano († 1556)
- Francesco Stancaro, teologo italiano († 1574)
- Tada Mitsuyori, militare giapponese († 1563)
- Hemu, imperatore indiano († 1556)
- Yamamoto Kansuke, militare giapponese († 1561)
- Yi Hwang, filosofo coreano († 1570)
- Basilio Zanchi, umanista e poeta italiano († 1558)